# Continental Mark V (1960)
Der Continental Mark V war das letzte Modell der Luxusmarke Continental, die bis Mitte 1960 Bestandteil des Ford-Konzerns war. Er folgte auf den Continental Mark IV des Vorjahres und war die letzte Version eines gemeinsamen Entwurfs für Lincoln und Continental von 1958. Der Mark V ist Bestandteil der Mark Series.
Trotz der engen technischen Verwandtschaft zum Lincoln („Badge-Engineering“) galt der Continental anfangs als Modell einer eigenständigen Marke analog dem Imperial bei Chrysler. In beiden Fällen nahm die Bevölkerung diese Fahrzeuge aber eher als Modelle der Marken Lincoln bzw. Chrysler wahr und nicht als eigenständige Marken. Bei Continental erledigte sich dieser Umstand von selbst, indem die Marke noch während des Geschäftsjahres aufgegeben wurde. Nicht zu verwechseln ist jedoch dieses Modell mit dem Personal Luxury Car Continental Mark V (1977–1979).

## Technik

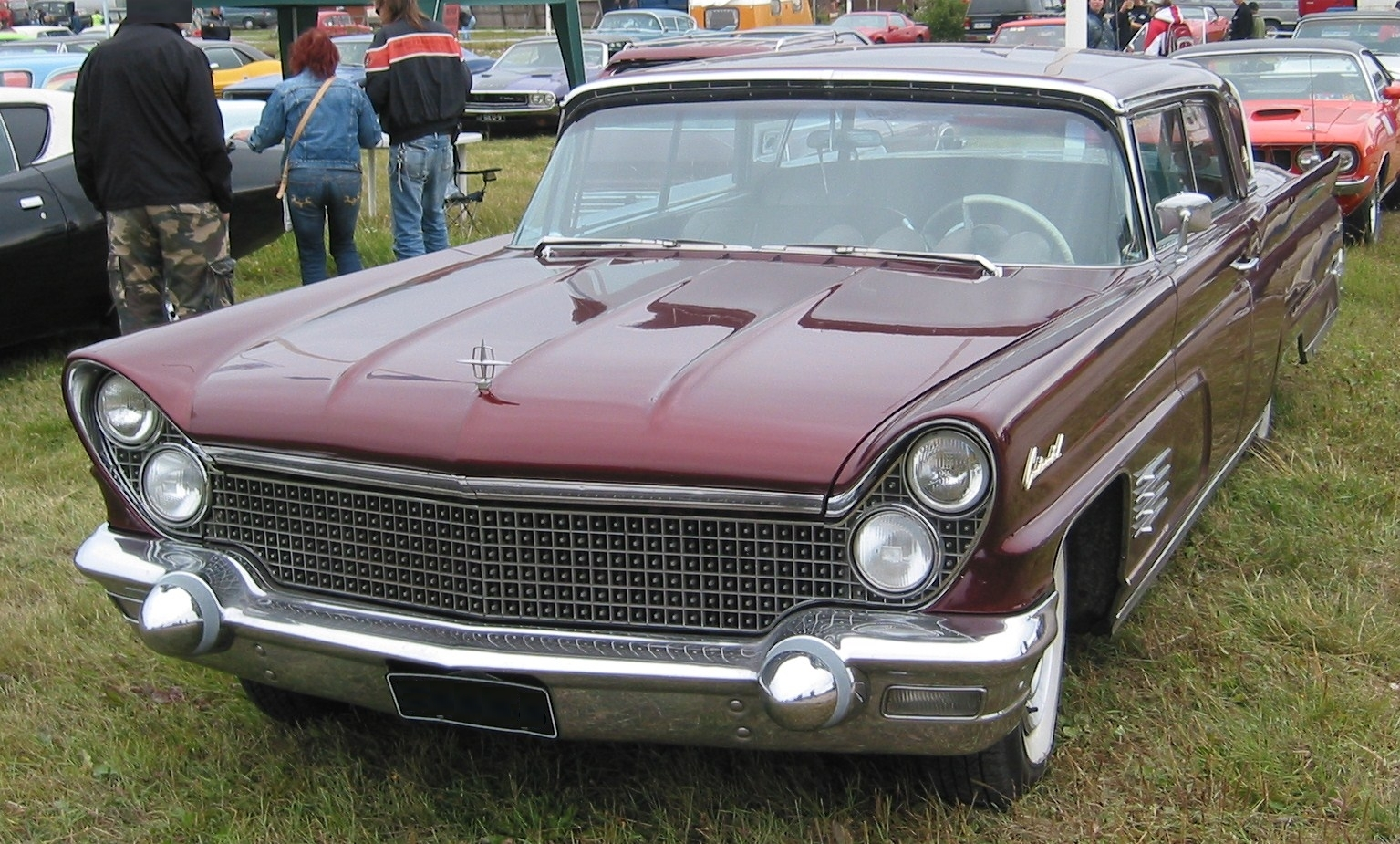
Das Hardtop Coupé (Modell 65A) war auch in der Serie Mark V mit 6598 US-$ die preiswerteste Möglichkeit, einen neuen Continental zu fahren. 1461 Stück wurden verkauft

Um eine noch größere Laufruhe zu erreichen, wurde die Motorkompression auf 10:1 gesenkt und der Luftfilter überarbeitet. Die Motoraufhängung wurde ebenfalls geändert und der Verbrauch durch Umstellung auf einen Zweifachvergaser etwas reduziert. Dass dadurch die Leistung auf 315 bhp (234,9 kW) sank, wurde durch einen optional erhältlichen, stärkeren Motor ausgeglichen.
Aus fertigungstechnischen Gründen wurden die Continental Mark III bis V in selbsttragender Bauweise ausgeführt. Obwohl der Ford-Konzern bereits mit dem Lincoln Zephyr von 1936 Erfahrungen mit dieser Konstruktionsweise gesammelt hatte, machten die gigantischen Lincoln und Continental der Jahrgänge 1958–1960 – die größten bis dahin jemals selbsttragend gebauten Automobile – erhebliche Probleme in Bezug auf die Karosseriesteifigkeit. Zwar wurden während der ganzen Produktionszeit laufend Verstärkungen angebracht, das Problem ließ sich aber bis zuletzt – wie auch bei den entsprechenden Lincoln – nicht ganz lösen. Für 1960 wurde aus diesem Grund bei beiden Marken die Aufhängung auf hintere Blattfedern umgestellt. Diese verteilen die Energie von Fahrbahnstößen besser auf die Konstruktion als Schraubenfedern.

## Design
Während das erste Modell der Marke, der Continental Mark II, von einem hochkarätigen Team in einer eigenen Designabteilung unter John Reinhart entworfen worden war, entstanden die Entwürfe für Mark III bis V parallel zu den entsprechenden Lincoln-Modellen. Die Grundlage legte Lincoln-Chefdesigner John Najjar. Das Facelift von 1959, das eine „Entschärfung“ des radikalen Kanten-Looks brachte, kam von Don De La Rossa. Der größte Eingriff in die Grundform erfolgte mit dem Mark V, der von Elwood Engel ausgeführt wurde. Engel „beruhigte“ die Linien weiter. Die anfangs deutlich abstehenden Ausbuchtungen um die vorderen Radläufe, die im ursprünglichen Design optisch bis zur vorderen Stoßstange gezogen worden waren, nahm er weiter zurück. Während Lincoln 1960 ein Chromband über die ganze Gürtellinie erhielten, bekamen Continental stattdessen vier parallele, kurze Chromelemente in die Seite hinter dem vorderen Radlauf. An der Front setzte Engel ein Gitter mit geändertem Muster ein, das sich wiederum im hinteren Grill wiederholte. Die Stoßstangen wurden einfacher und gerader gestaltet. Ihre beiden Hörner vorne waren eher ein Schritt zurück in die Mittfünfzigerjahre. Erneut wurde der Versuchung widerstanden, ausgeprägte Heckflossen anzusetzen. Der angedeutete hintere Grill verlor seine ausgeprägt ovale Form.

## Karosserieformen
| Modell | Bezeichnung       | Karosserieform                              | Listenpreis | Stückzahl |
| ------ | ----------------- | ------------------------------------------- | ----------- | --------- |
| 23A    | Limousine         | Limousine, Trennscheibe, Vinyldach, 4-türig | 10.230 $    | 34        |
| 23B    | Formal Sedan      | Limousine, Vinyldach, 4-türig               | 9.208 $     | 136       |
| 54A    | 4-door Sedan      | Limousine, 4-türig                          | 6.845 $     | 807       |
| 65A    | Hardtop Coupe     | Coupé ohne B-Säule, 2-türig                 | 6.598 $     | 1.461     |
| 68A    | Convertible Coupe | Cabriolet, 2-türig                          | 7.056 $     | 2.044     |
| 75A    | Landau Sedan      | Limousine ohne B-Säule, 4-türig             | 6.845 $     | 6.604     |

Die im Vorjahr zusammen mit dem Formal Sedan (Modell 23B) eingeführte Limousine (mit Separation, Modell 23A) überstieg erstmals seit dem Mark II wieder die magische Grenze von US 10.000. Die einzige Farbe im Katalog war schwarz. Alle Versionen waren 6-sitzig.
Cadillac verkaufte im Modelljahr 1960 142.184 Autos, die meisten davon Series Sixty und De Ville, die dem Lincoln entsprachen. Imperial verkaufte 17.703 Fahrzeuge, Lincoln 13.437 und Continental 11.086. Für Letztere endete das Modelljahr etwas früher, weil im Werk Wixom Umstellungen für den neuen Lincoln Continental und den Ford Thunderbird, zwei kommende Erfolgsmodelle, erforderlich waren.

## Sonderanfertigungen
Der US-amerikanische Rocksänger Elvis Presley (1935–1977) orderte im Sommer 1959, während seiner Militärdienstzeit in Deutschland, eine Sonderversion des Town Car. Die Anpassungen, vorwiegend im Innenraum, wurden beim Karosseriebauer
Hess & Eisenhardt in Rossmoyne (Ohio) vorgenommen, wo weiterhin die Konversion des gewöhnlichen Sedan mit B-Säule zur Limousine bzw. zum Town Car erfolgte. Infolge der frühen Bestellung erhielt Presley das 32. Auto des Modelljahrs. Ein anderer Kunde wünschte einen Town Car in Dunkelblau (mit schwarzem Vinyldach) und mit den gleichen Annehmlichkeiten, die Continental im Fond der Limousine verbaute, wie eine zweite Steuerung für Radio und Klimaanlage.

## Trivia
Ein gut erhaltener Continental Mark V vermag heute einen Preis über 50.000 US-$ zu erzielen.